# Krieewelsche pappköpp

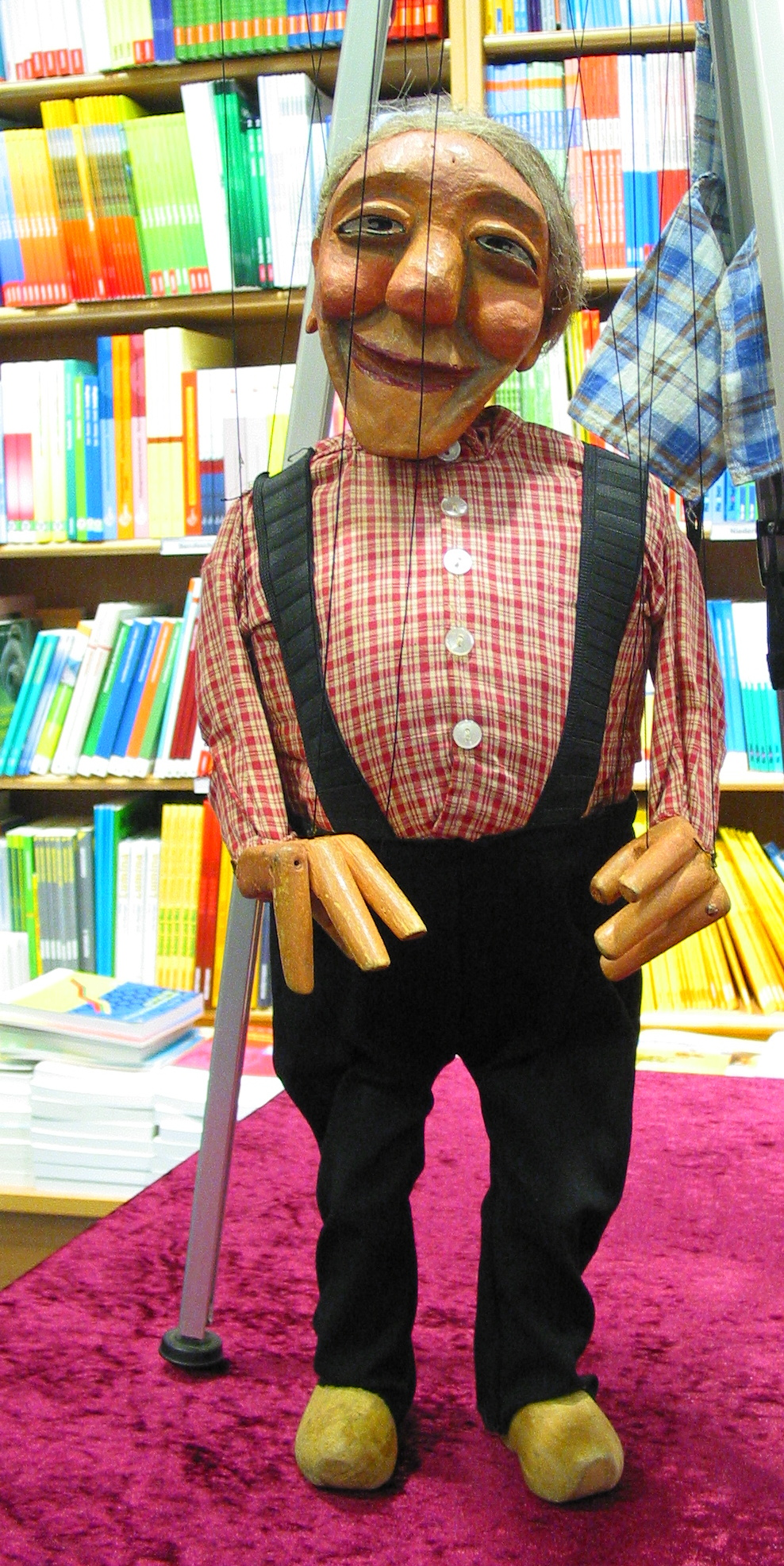
Matthes

Krieewelsche pappköpp ist ein mundartliches Marionettentheater in Krefeld. Das Programm des Amateurtheaters, das 1978 gegründet wurde und seit 2004 auf eigener Bühne agiert, richtet sich hauptsächlich an ein erwachsenes Publikum.

## Anfangsjahre
Nach ihrer Gründung, die unter anderem von einem Gastspiel von Hrvinek & Spejbl in Krefeld beflügelt wurde, waren die Krieewelsche pappköpp zunächst als mobile Kleinkunstbühne an verschiedenen Spielstätten im Krefelder Raum unterwegs. Die allererste Aufführung im Jahr 1979 fand beispielsweise im Krefelder Jazzkeller statt. Auch auf dem Flachsmarkt in der Burg Linn sind sie regelmäßig mit vielen Aufführungen pro Tag vertreten sowie mit Werkstätten zum Puppenbau.
Von Beginn an vor ausverkauften Spielstätten spielend entwickelt sich das in krieewelsch Platt spielende Marionettentheater bald zu einer Art Krefelder Institution: die Westdeutsche Zeitung produzierte 1986 sogar eine Schallplatte des Programms Kruut on Röve. Die Aufnahmen hierfür fanden am 1. März 1986 vor Publikum bei Herbst Pitt statt. 1683 wanderten 13 Krefelder Familien per Schiff nach Philadelphia aus, mit der Stadt verbindet Krefeld eine Städtepartnerschaft. Im Jubiläumsjahr 1983 reisten die pappköpp mit Unterstützung der Stadt dorthin und spielten ihre Stücke in Platt, Hochdeutsch und Englisch. Im Jahr vor der Reise veröffentlichte das Ensemble über sich selber eine kleine Druckschrift mit Bildern, Zeitungsausschnitten und eigenen Texten aus seiner Anfangszeit.
Die noch heute bekannten Puppen der Anfangszeit, wie den Matthes oder den Schäng, den Drietköter van Lintermanns Lumpi oder Professor Dingenskirchen, einen „Fachdozenten für Krieewelsch (Krefelder) Platt“ erfand und baute Karlheinz Boves, der ab Herbst 1978 lokale Amateurmarionettenspieler für seine Idee van dä pappköpp-Moppeclub begeistern konnte.
Stücke, beziehungsweise kleine Stöckskes für die kabarettistischen Programme der pappköpp schrieben in erster Linie Ensemblemitglieder, wie Manfred Coelen, aber auch die Mundartautoren Theo Mülders und Willy Hermes. Etliche davon, die oft aktuelle Ereignisse aufgriffen, wurden auch im Rundfunk bei Welle Niederrhein gesendet. 
Die Westdeutsche Zeitung veröffentlichte im Jahr 1998 zum zwanzigjährigen Bestehen der pappköpp ein reich bebildertes mehr als 200-seitiges Buch über das Krefelder Moppetheater mit einer Darstellung ihres Entstehens und ihrer bisherigen Geschichte, Vorstellungen der einzelnen Ensemblemitglieder und ihrer Aufgaben und Aktivitäten, Abdrucken einiger ihrer Stücke und einer CD mit Tonaufzeichnungen aus verschiedenen Vorführungen.

## Eigenes Theater
Seit dem 19. November 2004 befindet sich das Marionettentheater Krieewelsche pappköpp nun am eigenen festen Spielort in der Peter-Lauten-Straße 62 in Krefeld. Möglich gemacht hatten dies unter anderem eine Anzahl regionaler Sponsoren. Im Theater finden rund 25 Vorstellungen pro Spielzeit statt, die von November bis März läuft. Karten gibt es nur im Vorverkauf, sie sind regelmäßig nach wenigen Stunden ausverkauft. Das jetzige Theater war ursprünglich als Kirche gebaut worden, danach lange Jahre Turnhalle der benachbarten Grundschule und hat jetzt nach dem Umbau 160 Sitzplätze an Tischreihen.
Noch heute befinden sich vier Gründungsmitglieder im vorwiegend männlichen Ensemble des sich bis heute als Amateurbühne verstehenden Theaters, so die heute auch für Public Relations zuständige Puppenspielerin und Sprecherin Christel Loos.
Mit No bös Do dran erschien in jüngerer Zeit auch regional ein Buch mit Texten der pappköpp und einer CD.

## Rheinlandtaler
Für seine Verdienste um das Theater wurde das Gründungsmitglied und Regisseur Ralf Kochann 2006 mit dem Rheinlandtaler ausgezeichnet.

## Diskographie
- Kruut on Röve (1986), Sprechplatte
- Van ieene Pott en den angere... (1993), Live-CD zum 15-jährigen Jubiläum
- Die Westbahnhofstory (1996), CD
- 20 Jahre Krieewelsche pappköpp (1998), Buch mit CD (siehe Literatur)
- Mäuzkes op Krieewelsch Platt DVD (aus den Programmen 2011/2012, 2012/2013, 2013/2014) incl. Pappköpp-Biographie

## Weblink
- Offizielle Internetpräsenz des Marionettentheaters Krieewelsche pappköpp

Koordinaten: 51° 19′ 51,5″ N, 6° 32′ 37,9″ O